# Г-14
Г-14 — двухместный буксировочный планёр с двойным управлением конструкции В. К. Грибовского. Спроектирован в Московском конструкторском бюро, первый экземпляр построен в 1934 г. в мастерских Академии им. Жуковского.

## История
Проектировка и постройка Г-14 — как двухместный учебный аппарат для того, чтобы обучаться фигурным, а также буксировочным полётам. Самолёт выглядел так: подкосный низкоплан, имеющий двухколёсное шасси (размер колёса 400×150 мм в обтекателях); шасси имело большую колею — это обеспечивало устойчивость в процессе обучения буксирным полётам. Также самолёт предполагалось использовать и для полётов в ночное время. В соответствии с этой инициативой планёр оборудовали пилотажными приборами, необходимыми ночью, и аэронавигационными огнями.
Из планёра планировали сделать ракетоплан для того, чтобы испытывать в воздухе жидкостный ракетный двигатель под маркировкой РДА-1-150 (конструкторы — Л. С. Душкин и В. А. Штоколов), впоследствии этот двигатель был испытан на ракетоплане РП-318; его переоборудовали из планёра СК-9 (С. П. Королёв).